# Ангоя (станция)
Анго́я — станция Северобайкальского региона Восточно-Сибирской железной дороги на Байкало-Амурской магистрали (1181 километр).
Находится в посёлке Ангоя Северо-Байкальского района Республики Бурятия. Связана пригородным сообщением с городом Северобайкальском.

## История
Место будущей железнодорожной станции Ангоя было выбрано строителями СМП-608, десантированными из Кичеры в августе 1981 года. В сентябре 1981 года в Ангою прибыл первый поезд.  В течение 1982–1983 годов они произвели вырубку леса под строительную площадку. В конце сентября 1984 года сюда прибыла первая бригада СМУ «АзербайджанБАМстрой».
Проект здания вокзала разработали архитекторы В. Авксентюк и Н. Ступак.
Композиция перекрытия пассажирского зала решена в форме бурятской юрты. Вместе с тем, в оформлении фасада и интерьеров прослеживается влияние азербайджанского зодчества: стрельчатые окна, мозаика зала ожидания, использование травертина в отделке фасада. В 2008 году вокзалу станции Ангоя было присвоено имя президента Азербайджана Гейдара Алиева.

## Дальнее следование по станции

### Круглогодичное движение поездов
| № поезда | Маршрут движения   | № поезда | Маршрут движения   |
| -------- | ------------------ | -------- | ------------------ |
| 75       | Нерюнгри — Москва  | 76       | Москва — Нерюнгри  |
| 97       | Тында — Кисловодск | 98       | Кисловодск — Тында |

### Сезонное движение поездов
| № поезда | Маршрут движения | № поезда | Маршрут движения |
| -------- | ---------------- | -------- | ---------------- |
| 235      | Тында — Анапа    | 236      | Анапа — Тында    |

## Пригородное сообщение по станции
| № поезда | Маршрут движения                  | № поезда | Маршрут движения                  |
| -------- | --------------------------------- | -------- | --------------------------------- |
| 6375     | Кюхельбекерская — Северобайкальск | 6376     | Северобайкальск — Кюхельбекерская |
| 6371     | Новый Уоян — Северобайкальск      | 6372     | Северобайкальск — Новый Уоян      |